# Abhandlungen aus dem Mathematischen Seminar der Universität Hamburg
Abhandlungen aus dem Mathematischen Seminar der Universität Hamburg (Hbg.Math.Abh.) ist eine mathematische Fachzeitschrift, die seit 1921 erscheint.
Veröffentlicht werden Forschungsbeiträge zur reinen Mathematik, zum Beispiel komplexe Analysis, Zahlentheorie, Topologie, Graphentheorie und Diskrete Mathematik, Algebra, Differentialgeometrie, Liegruppen und globale Analysis.
Unter den Beiträgen aus den 1920er Jahren sind viele grundlegende Aufsätze von Mathematikern wie Emil Artin, Erich Hecke, Wilhelm Blaschke, Kurt Reidemeister, Otto Schreier, Helmut Hasse, David Hilbert (Neubegründung der Mathematik 1922), Bartel Leendert van der Waerden, Heinrich Behnke, Hans Rademacher und Erich Kähler (Über eine bemerkenswerte Hermitesche Metrik 1932, Einführung Kähler-Metrik, Kähler-Mannigfaltigkeit u. a.), später zum Beispiel Ernst Witt, Jacques Herbrand, Claude Chevalley, Hans Petersson. Die neu gegründete Universität Hamburg war mit berühmten Professoren wie Emil Artin, Erich Hecke und Wilhelm Blaschke damals ein Zentrum der Mathematik, das auch ausländische Mathematiker zum Beispiel aus Frankreich anzog. Die Beiträge sind entgegen dem Titel aber nicht nur auf Autoren oder Besuchern der Universität Hamburg beschränkt.
Die Zeitschrift erscheint im Springer Verlag. Herausgeber sind Christian Bär, Marc Levine, Thomas Müller, Yum-Tong Siu, Tamas Szönyi, Tonhai Yang; die Schriftleitung haben Vicente Cortés und Tobias Dyckerhoff (Stand: 2023).
Die ISSN für die Printausgabe ist ISSN 0025-5858, für die Onlineausgabe ISSN 1865-8784.